# Hans Kox
 Johannes Frederikus Gregorius (Hans) Kox (Arnhem, 19 mei 1930 - Haarlem, 25 februari 2019) was een Nederlands componist en muziekpedagoog.

## Levensloop
Zijn vader was koordirigent en organist. Zijn muziekstudie, begonnen bij zijn vader, zette hij voort aan het Utrechts Conservatorium. Na twee jaar hield hij het hier echter voor gezien omdat hij het studietempo te laag vond en bovendien geen kans zag om er compositieleer te studeren. Hij studeerde van 1948 tot 1951 in Amsterdam piano bij Jaap Spaanderman. Daar hij de vakkennis van Henk Badings zeer bewonderde, werd hij van 1951 tot 1955 privéleerling compositie bij hem. Badings leidde hem op voor het staatsexamen.
In 1956 werd hij, op 26-jarige leeftijd, directeur van de muziekschool te Doetinchem, een functie welke hij tot 1971 bleef vervullen. In deze 15 jaar groeide deze muziekschool onder zijn leiding uit tot een toonaangevend muziekinstituut van Nederland; hij gaf tevens leiding aan het Doetinchemse Symfonie Orkest. Daarna vestigde hij zich te Haarlem en werd er adviseur van het Noordhollands Philharmonisch Orkest. Verder was hij tot 1984 als docent compositie aan het Utrechts Conservatorium. Onder zijn leerlingen bevonden zich Marc van Delft en Hardy Mertens. Daarna besloot hij zich volledig aan het componeren te wijden.
Een vroeg werk van het is zijn pianosonate uit 1953, die hij zelf voordroeg bij Gaudeamus. Datzelfde jaar schreef hij ook zijn strijktrio, dat op het Gaudeamusmuziekfestival uitgevoerd werd. Vanaf dit moment groeide zijn reputatie als componist snel. Samen met Sem Dresden en Hans Henkemans kreeg hij in 1956 een opdracht voor het Concertgebouw orkest ter gelegenheid van de 25e verjaardag van Eduard van Beinum als dirigent. Zijn Concertante muziek was het eerste werk zonder supervisie van Henk Badings.
Voor zijn composities werd hij met vele prijzen en onderscheidingen bekroond, zoals in 1954 een prijs op het Internationale Orgelconcours te Haarlem voor zijn Preludium en Fuga, in 1956 de Culturele Prijs van de Gemeente Arnhem en de Muziekprijs van de Gemeente Amsterdam, in 1959 de Visser-Neerlandiaprijs voor zijn Eerste Symfonie en in 1970 de Prix Italia voor In Those Days.
Zijn werken stonden dertig keer op de lessenaars van het Concertgebouworkest. Zo dirigeerde Bernard Haitink in 1974 drie maal zijn Concert voor twee violen en orkest met als solisten Herman Krebbers en Theo Olof.

## Stijl
Kox-biograaf Bas van Putten schreef ooit over zijn muziek: Zijn schitterend verzorgde partituren leggen getuigenis af van een intense melodische begaafdheid - alles zingt, ook het instrumentale - en dito technisch raffinement. En verder: Dynamische, onrustige muziek is het, met extreme contrasten tussen motorische striktheid en hymnische lyriek, ostinato en liberamente. Traditionele muziek ook, gedacht in termen van thematisch-motivische ontwikkeling, melodie en begeleiding, harmonie en contrapunt. Gevat in het kader van een sterk verruimde, maar altijd voelbare tonale ondergrond.

## Composities

### Werken voor orkest

#### Symfonieën
- 1959 Symfonie nr. 1, voor strijkorkest
- 1966 Symfonie nr. 2
- 1980-1985 Symfonie nr. 3 - naar Jesaja I
- 2000 Symfonie nr. 4 - "Tasmanian Symphony"
  1. Trees, stars and streams
  2. Drumming on the last door
  3. Today the leaves cry
  4. North of the future
  5. The cloud of unknowing
- 2007 Symfonie nr. 5 "Umbrae Futurae"
- 2012 Symfonie nr. 6, voor gemengd koor en orkest - tekst: Friedrich Nietzsche en Paul Celan

#### Concerten voor instrumenten en orkest
- 1956 Concertante muziek, voor hoorn, trompet, trombone en orkest
- 1957 Concert, voor fluit en orkest
- 1962 Concert, voor piano en orkest
- 1963 Concert nr. 1, voor viool en orkest
- 1969 rev.1981 Concerto, voor cello en orkest
- 1975 A Gothic concerto, voor harp en orkest
- 1978 rev.1981 Concert nr. 2, voor viool en orkest
- 1981 Concertino chitarristico, voor drie gitaren en orkest
- 1988 Concerto grosso, voor saxofoonkwartet en orkest
- 1993 Concert nr. 3, voor viool en orkest
- 1996-1997 Concert nr. 2 - An Odyssey, voor cello en orkest
  1. The sojourn on the moon (Circe)
  2. In the land of darkness (Calypso)
  3. The return (Penelope)
  4. West of the dawn
- 2005 Concert nr. 4, voor viool en orkest
- 2009 Concert nr. 2, voor piano en kamerorkest

#### Andere werken voor orkest
- 1956 Concertante muziek
- 1956 rev.1959 Little Lethe Symphony
- 1959 Concerto pour orchestre
- 1960 rev.1994 Ballet suite "Spleen"
- 1964 Cyclofonie II, voor orkest
- 1966 Music for Status-seekers
- 1965 Cyclofonie IV, voor altblokfluit en 9 strijkers
- 1966 Cyclofonie V, voor hobo, klarinet, fagot en 19 strijkers
- 1970 Phobos, voor orkest
- 1971 Six one-act plays
- 1973 Concerto bandistico, voor school orkest en variable ensemble
- 1974 Cyclofonie IX, voor slagwerk solo en orkest
- 1979 Dorian Gray suite
- 1981 Concertino chitarristico, voor 3 gitaren en klein orkest
- 1983 Notturno e danza, voor pianokwartet (of: viool, klarinet, cello en piano) en strijkorkest
- 1986 Le songe du vergier, voor cello en orkest
- 1986 rev.1987 Musica reservata, voor groot harmonieorkest en orkest
- 1992 rev.1993 Face to face, voor altsaxofoon en strijkorkest
- 1994 Orchester-Suite aus der Oper "Das grüne Gesicht"
  1. Der irdische Kerker
  2. Narrentanz
  3. Bordell - Tango
  4. Maskentanz
- 1998 Lied des Exils, voor hobo en orkest

### Werken voor harmonie- en fanfareorkest en brassband
- 1977 Vangoghiana, voor brassband, strijkers en slagwerk
- 1977 Het lied der arme klanten, voor mannenkoor en harmonieorkest
- 1981 Maskerades, vijf stukken in instrumentaal variabele bezetting
- 1986 rev.1987 Musica reservata, voor groot harmonieorkest en orkest
- 1990 Ruach (Hebreeuws voor adem), voor harmonieorkest
- 1995 The Waterbeggars, voor harmonieorkest
  1. The open Gate of Den Briel
  2. The blockade of the Waterways
  3. The defeat on the Harlemmermeer
  4. Alcmaria Victrix
- 1995 Symphonie de Zampillon, voor harmonieorkest
- 2004 Laarbeek suite, voor harmonieorkest
  1. Prophesying voices
  2. The wide land of poplars
  3. The farmers' litany
  4. The guilds and the bells
  5. The glorious community

### Werken voor bigband
- 1978 Cyclofonie XI, voor bigband (altsaxofoon, 3 tenorsaxofoons, baritonsaxofoon, 5 trompetten, 2 trombones, bastrombone, piano, contrabas en drumstel)

### Missen, cantates, oratoria en geestelijke muziek
- 1954 Missa in honorem Sancti Augustini, voor gemengd koor a capella
- 1958 Stichtse kantate, cantate voor rezitatie, gemengd koor en orkest
- 1962 Kantate van St. Juttemis, cantate voor tenor, bariton, mannenkoor en piano
- 1964 Zoo, cantate voor mannenkoor en orkest
- 1965 Litania, voor vrouwenkoor en ensemble
- 1971 Requiem for Europe, voor vier gemengde koren , twee instrumentale groepen en twee orgels
- 1971 Puer natus est - European carols, voor gemengd koor en orkest
- 1984 Anne Frank Cantate - A child of light, symfonische cantate voor sopraan, contralt, bas, gemengd koor en orkest
- 1984-1985 Amsterdam cantate, cantate voor gemengd koor en orkest (of: piano vierhandig)
- 1989 Magnificat, voor vijfstemmig vocaal ensemble - tekst: Kees Waaijman
- 1989 Sjoah "... et l'accusé: Dieu ..." (Elie Wiesel), oratorium voor sopraan, tenor, bas, gemengd koor en orkest - tekst: Psalm 89
- 1990 Magnificat I en II, voor sopraan, contralt, tenor, bariton, bas en gemengd koor
- 1995 Das Credo quia absurdum, cantata mystica voor sopraan, bas, gemengd koor en orkest - tekst: Bijbel, Friedrich Nietzsche, de Koran en Rainer Maria Rilke

### Muziektheater

#### Opera's
| Voltooid in         | titel                     | aktes                           | première | libretto                                                               |
| ------------------- | ------------------------- | ------------------------------- | --- | ---------------------------------------------------------------------- |
| 1973-1974; rev.1976 | Dorian Gray               | 2 bedrijven                     | 30 maart 1974, Scheveningen, Circustheater Scheveningen; gereviseerde versie: 21 januari 1977, Amsterdam, Stadschouwburg | van de componist, naar Oscar Wilde: The Picture of Dorian Gray         |
| 1978                | Lord Rochester            | proloog, 2 bedrijven en epiloog | | J. Elmer                                                               |
| 1979                | Shylock                   |                                 | | J. Elmer, naar William Shakespeare "The Merchant of Venice"            |
| 1981-1991           | Das grüne Gesicht         | 6 scènes                        | | van de componist, naar teksten van Gustav Meyrink en Ludwig Jacobowski |
| 2003                | Rochester's Second Bottle | 2 bedrijven                     | 20 maart 2003, Birmingham                                                                                                | Nicholas Fischer                                                       |

#### Balletten
| Voltooid in    | titel             | aktes             | première | libretto | choreografie |
| -------------- | ----------------- | ----------------- | -------- | -------- | ------------ |
| 1956           | Diabolus feriatus | 3 scènes, epiloog |          |          |              |
| 1960; rev.1994 | Spleen            |                   |          |          |              |

#### Toneelmuziek
- 2005 Die Todesfrau, dramatische legende voor sopraan, alt, bas, gemengd koor, dwarsfluit en cello - tekst: van de componist en Dr. Jan van der Ligt, naar Gertrud von le Fort "Das Gericht des Meeres"

### Werken voor koor
- 1956 Chansons cruelles, voor gemengd koor
- 1969 In those days, voor twee gemengde koren en orkest - gecomponeerd in opdracht van het Airborne-comité ter gelegenheid van de 25-jarige herdenking van de slag om Arnhem - Opgedragen aan allen die zijn gedood en gedood zullen worden
  1. Dies calamitatis - tekst: Titus Livius
  2. Hitleriana (Fuor teutonicus)
  3. Laus discordiae - tekst: Desiderius Erasmus
  4. Vox clamantis in deserto
  5. Nunc dimittis - tekst: Winston Churchill
- 1971 Puer natus est, voor gemengd koor en orkest
- 1972 De vierde kraai, voor mannenkoor, 2 trompetten, 2 trombones en slagwerk
- 1975 Cyclofonie X, voor gemengd koor en strijkorkest - tekst: van de componist
- 1977 Het lied der arme klanten, voor mannenkoor (TTBB) en harmonieorkest - tekst: Frederik van Eeden
- 1988 De Schalmei, voor gemengd koor
- 1988 Doulce mémoire, voor gemengd koor
- 2005 Tenebrae, voor groot gemengd koor en orkest - tekst: Paul Celan

### Vocale muziek
- 1955 3 Coplas, voor sopraan en piano - tekst: J.W.F. Werumeus Buning
  1. Waar of ik ook mag gaan
  2. Het is met verliefde zaken als met een parelsnoer
  3. Hoe zal iemand mij begrijpen
- 1959 Vues des anges, voor bariton en viool - tekst: Rainer Maria Rilke
- 1962 3 Chinesische Lieder, voor bariton en piano - tekst: vanuit het Mandarijn vertaald door G. Schneider
- 1967 L'allegria, voor sopraan en orkest - tekst: Giuseppe Ungaretti
- 1972 Gedächtnislieder, voor hoge stem en orkest - tekst: Paul Celan
- 1998 Cyclofonie XV, voor mezzo-sopraan, klarinet, fagot, trompet, hoorn en contrabas - tekst: Quirinius Kuhlmann (1671)
- 2001 Die Dinge singen..., voor sopraan en orgel - tekst: Rainer Maria Rilke
- 2006 Aussagen, voor mezzosopraan en strijkkwartet - tekst: prins Claus van Amsberg
- 2007 Those evenings of the brain, voor sopraan en orkest - tekst: Emily Dickinson

### Kamermuziek
- 1955 Strijkkwartet
- 1957 Strijkkwintet
- 1958 Kleine suite, voor twee trompetten en trombone
- 1958 Amphion, voor twee sprekers, 2 hoorns, 2 trompetten, trombone, bastrombone en 2 slagwerkers
- 1959 Sextet nr. 3, voor blaaskwintet en piano
- 1960 Sextet nr. 4, voor blaaskwintet en piano
- 1961 Sonate nr. 3, voor viool en piano
- 1961 Vier stukken voor strijkkwartet in tricesimoprimale stemming
- 1962 Studies in contrapunt, voor fluit en klavecimbel
- 1964 Cyclofonie I, voor cello en ensemble
- 1965 Cyclofonie IV, voor altblokfluit, 6 violen, 2 cellos en contrabas
- 1966 Cyclofonie V, voor hobo, klarinet, fagot en strijkensemble
- 1967 Cyclofonie VI, voor viool, trompet, piano, vibrafoon en strijkensemble
- 1971 Cyclofonie VII, voor violen, piano en 6 slagwerkers
- 1971 rev.1982 Cyclofonie VIII, voor blazerskwintet en strijkers
- 1979 Cyclofonie XII, voor 8 celli
- 1981 Sweerts de Landas-suite, voor viool en piano
- 1982 rev.1991 Concertino, voor altsaxofoon en 10 blaasinstrumenten (piccolo, dwarsfluit, altfluit, basklarinet, 2 trompetten, 2 hoorns, trombone en tuba)
- 1985 Sonate, voor altsaxofoon en piano
- 1987 rev.1988 Saxofoonkwartet nr. 2
- 1987 rev.1991 Sonate voor cello en piano
- 1988 Introduktie en allegro, voor trompet, hoorn, trombone en bastrombone
- 1990 Partita, voor piccolohobo met fluit, klarinet, 2 fagotten, 2 trompetten en 2 trombones
- 1990 Asklepios, voor 2 hobo's, 2 klarinetten, 2 hoorns en 2 fagotten
- 1992 Cyclofonie XIV - The Birds of Aengus, duo voor viool en harp
- 1996 Strijkkwartet nr. 2
- 1997 Galgentrio, voor altsaxofoon, cello en piano
- 1999 rev.2001 Archilles sextet, voor fluit, hobo, klarinet, fagot, hoorn en piano
- 2001 Sonate, voor hobo en piano
- 2002 Memories and reflections, voor strijkkwartet en piano
- 2003 Sonata da chiesa, voor viool en orgel

### Werken voor orgel
- 1954 Preludium en fuga
- 1960 Passacaglia en koraal, voor 31-toons orgel
- 2001 The darkling thrush

### Werken voor piano
- 1954 Sonate nr. 1
- 1954 Twee klavierstukken
- 1955 Sonate nr. 2
- 1956 Ballet diabolus feriatus, voor twee piano's
- 1960 Barcarolle
- 1961 Drie etudes
- 1964 Cyclofonie III, voor piano en electronic sound
- 1975 Melancholieën
- 1984 Cyclofonie XIII, voor twee piano's
- 1988 Looks & smiles for the Orgellas, voor twee piano's vierhandig (vier pianisten aan 2 piano's)

### Werken voor klavecimbel
- 1953 Sonatine

### Filmmuziek
- 1963 Zeilen
- 1964 Clair obscur

## Familie
Hij was zoon van Frits Kox (geboren Arnhem 1903) en Maria Catharina van Gogh uit Deventer. Frits Kox (sr.) was jarenlang dirigent bij het "Gemengd Koor Richard Hol" in Arnhem; hij vierde er in 1958 zijn 25-jarig jubileum. Broers en zussen verdienden eveneens hun sporen in de muziek:
- Broer Frits Kox (geboren 10 juni 1932) was in eerste instantie pianist en organist, maar werd opgeleid door Jaap Spaanderman en Alfred Salten tot dirigent van (amateur)orkesten zoal het Gewestelijk Orkest Zuid-Holland en –koren. Hij nam een studie op aan de Hochschule für Musik in München (1962). Hij stond ook wel voor het Gelders Orkest en was dirigent en repetitor bij Opera Forum. Hij werd uiteindelijk muziekregisseur bij de NOS en docent operaklas bij het Conservatorium Amsterdam. Hij verzorgde orgelconcerten te Laren en bleef tot op late leeftijd actief als begeleider.
- broer Wil Kox (1935-2003) was pianist, docent aan de muziekschool van Doetinchem, schrijver van Is God muzikaal? (2003), Voor wie het horen wil (2000) en Vijftig jaar kamermuziek in Arnhem 1946-1996 (1996).
- Zus Martine Kox was zangeres bij Nederlandse Opera Stichting en Hoofdstadoperette en kreeg haar zangopleiding aan het Amsterdams Conservatorium bij Heinrich Altman en Felix Hupka; studeerde viool bij Wilhelm Busch. Ze gaf les aan conservatoria in Arnhem en Amsterdam.
- dochter Elly Kox en haar man Jan Witten werkten lange tijd voor en in muziekwinkel Bergmann; hun dochter Cilia Witten is pianolerares in Arnhem.

Hans Kox is zelf getrouwd geweest met illustratrice Anita Pereboom en pianiste Helene Andre de la Porte met wie hij wel een pianoduo vormde. Vanuit het eerste huwelijk kwamen drie dochters, waarvan Judith Kox betrokken was/is bij de Stichting Hans Kox.